# Бреджа (Тічино)
Бреджа (італ. Breggia) — громада  в Швейцарії в кантоні Тічино, округ Мендрізіо.

## Географія
Громада розташована на відстані близько 175 км на південний схід від Берна, 37 км на південь від Беллінцони.
Бреджа має площу 25,5 км², з яких на 4,1% дозволяється будівництво (житлове та будівництво доріг), 13,3% використовуються в сільськогосподарських цілях, 81,9% зайнято лісами, 0,7% не є продуктивними (річки, льодовики або гори).

## Демографія
2019 року в громаді мешкало 1936 осіб (-1,2% порівняно з 2010 роком), іноземців було 10,8%. Густота населення становила 76 осіб/км².
За віковим діапазоном населення розподілялося таким чином: 16,4% — особи молодші 20 років, 58,5% — особи у віці 20—64 років, 25,1% — особи у віці 65 років та старші. Було 885 помешкань (у середньому 2,2 особи в помешканні).
Із загальної кількості 268 працюючих 55 було зайнятих в первинному секторі, 36 — в обробній промисловості, 177 — в галузі послуг.